# كاستو ايسبينوسا
كاستو ايسبينوسا (بالإسبانية: Casto Espinosa Barriga)‏ (18 يونيو 1982 إسبانيا - ) هو لاعب كرة قدم إسباني، يلعب كحارس مرمى.

## روابط خارجية
- كاستو ايسبينوسا على موقع قاعدة بيانات كرة القدم.إي يو (الإنجليزية)
- كاستو ايسبينوسا على موقع Soccerbase.com (لاعب) (الإنجليزية)
- كاستو ايسبينوسا على موقع Soccerway.com (الإنجليزية)
- كاستو ايسبينوسا على موقع AS.com (الإسبانية)